# Chaerophyllum gagausorum
Chaerophyllum gagausorum är en flockblommig växtart som beskrevs av Josef Velenovský. Chaerophyllum gagausorum ingår i släktet rotkörvlar, och familjen flockblommiga växter. Inga underarter finns listade i Catalogue of Life.